# Wassa East District
Koordinaten: 5° 8′ N, 1° 40′ W
Der Wassa East District ist der östlichste der 14 Distrikte der Western Region im Südwesten Ghanas. Er entstand 2012 bei der Aufteilung des Mpohor/Wassa East District.
Er grenzt im Norden an den Twifo Atti Morkwa District, im Osten an den Twifo/Hemang/Lower Denkyira District, im Südosten an den Komenda/Edina/Eguafo/Abirem District, im Süden und Südwesten an die Distrikte Shama, Mpohor und Tarkwa Nsuaem und im Westen an den Prestea-Huni Valley Municipal District.
Das Klima des Distriktes wird als äquatoriales Monsunklima bezeichnet. Es ist gekennzeichnet durch zwei Regenzeiten, die März – Juli und September – November auftreten. Die Temperaturen verlaufen im Bereich von 24 bis 29 °C. Der überwiegende Teil des Distriktes ist tropischer Regenwald. Es gibt vier Landschaftsschutzgebiete: Pra Suhyien Reserve, Subri-River Reserve, Ben East Reserve und Bonsa Ben Reserve. Die Entwässerung des welligen Distriktgebietes erfolgt über die Flüsse Pra und Bonsa.
Im Distrikt lebten zum Zeitpunkt der Volksbefragung von 2021 99.641 Menschen, davon 14.760 in Städten und 84.881 im ländlichen Bereich. Die mittlere Siedlungsdichte betrug 67 Personen/km². Der Hauptteil der Bevölkerung ist von seinem Ursprung her Wasa.
71 % der Bevölkerung leben von der Landwirtschaft. Kochbanane (Plantain), Kassava, Yams, Reis, Kakao, Kaffee und Palmöl sind die wichtigsten landwirtschaftlichen Produkte des Distriktes. Der Distrikt hat große Goldvorkommen, bei Ateiku gibt es eine Goldmine.